# Nebesne poti (sura)
Nebesne poti (arabsko Al-Maarij) je 70. sura (poglavje) v Koranu, ki jo sestavlja 44 ajatov (verzov). Je meška sura.
Med opravljanjem molitve (salata oz. namaza) pri tej suri verniki opravijo 2 ruku'ja (priklona).